# Slovenská literatura

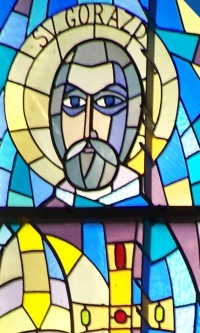
Žák Cyrila a Metoděje Gorazd se narodil pravděpodobně v okolí Nitry

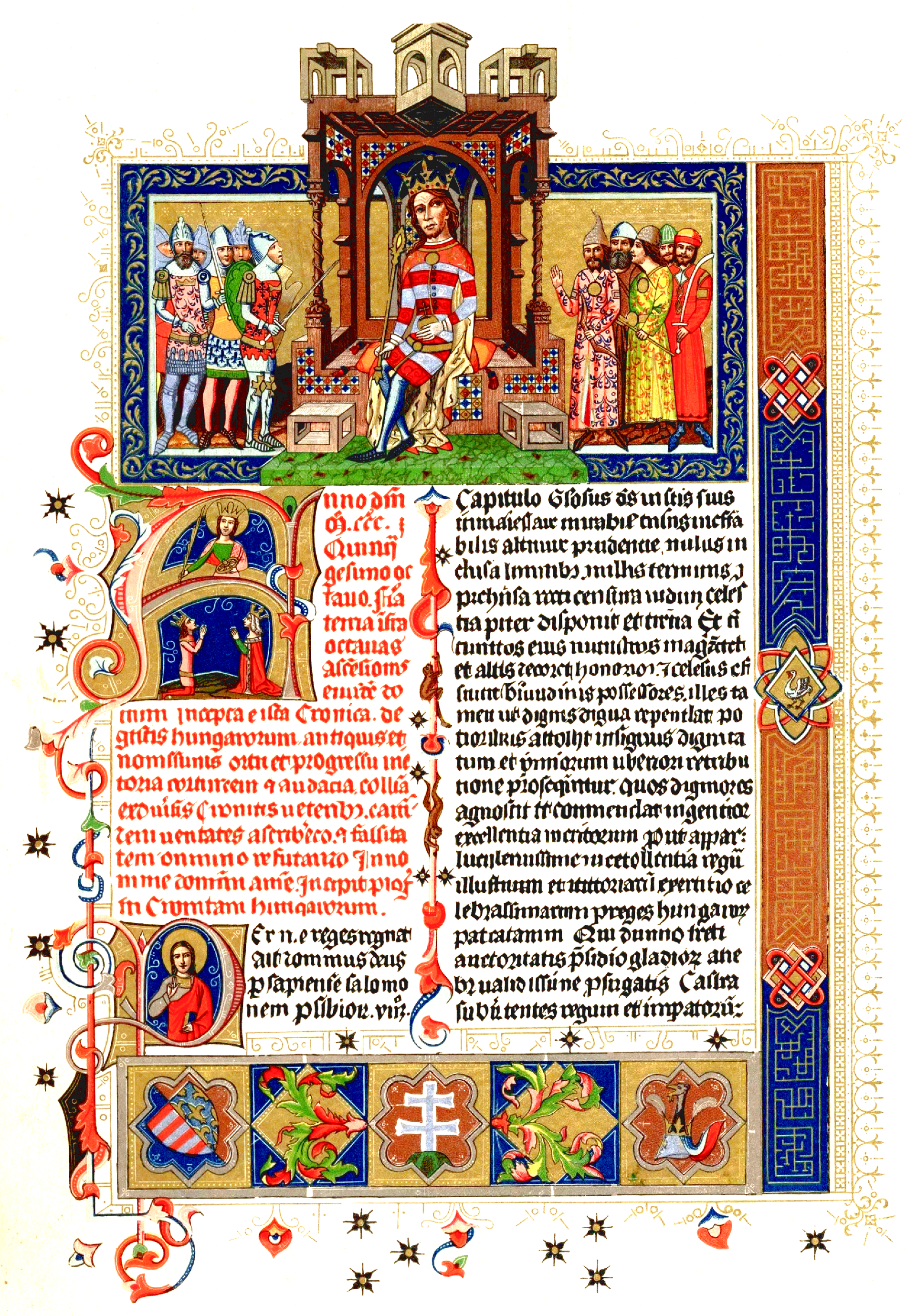
Chronica Hungarorum

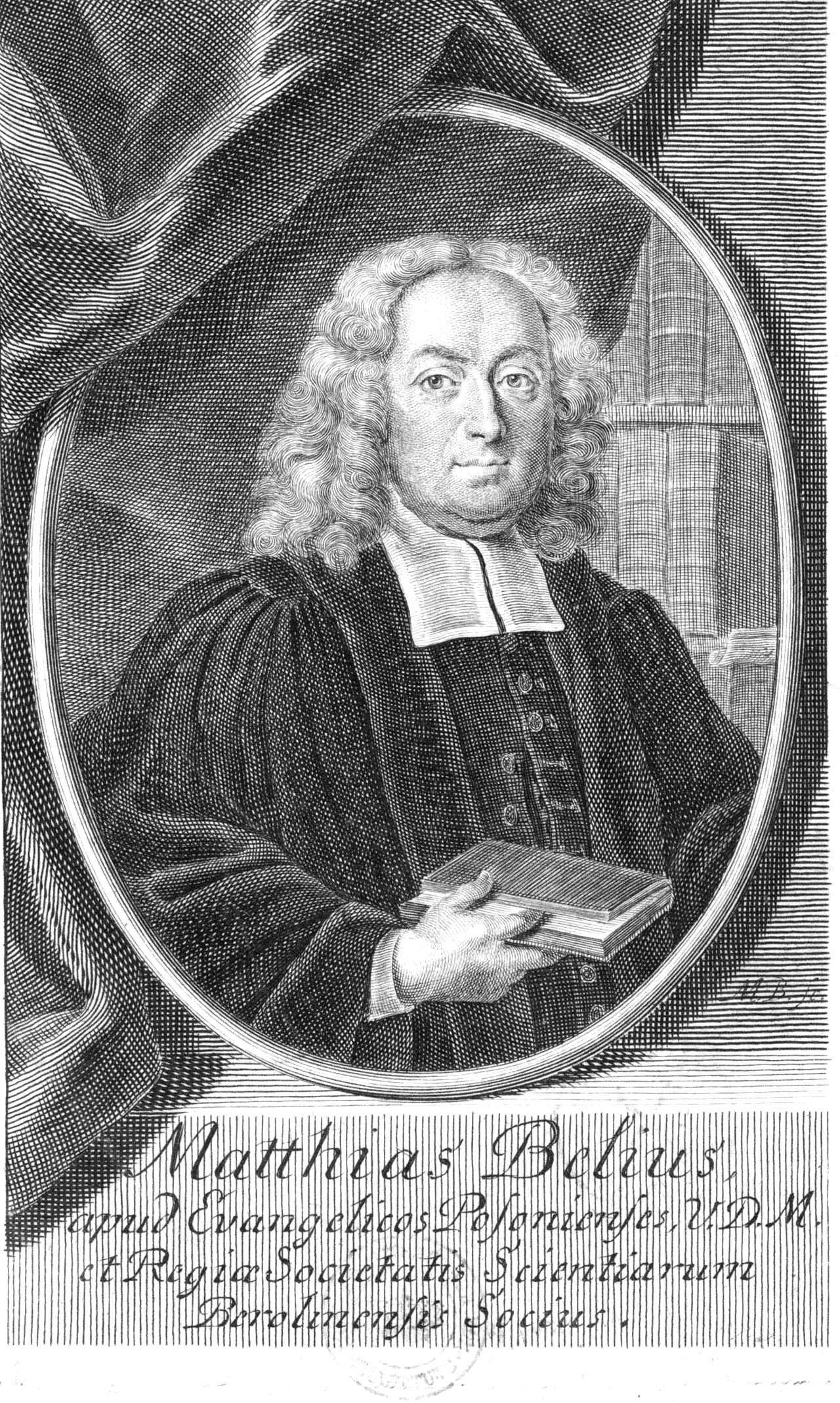
Matej Bel

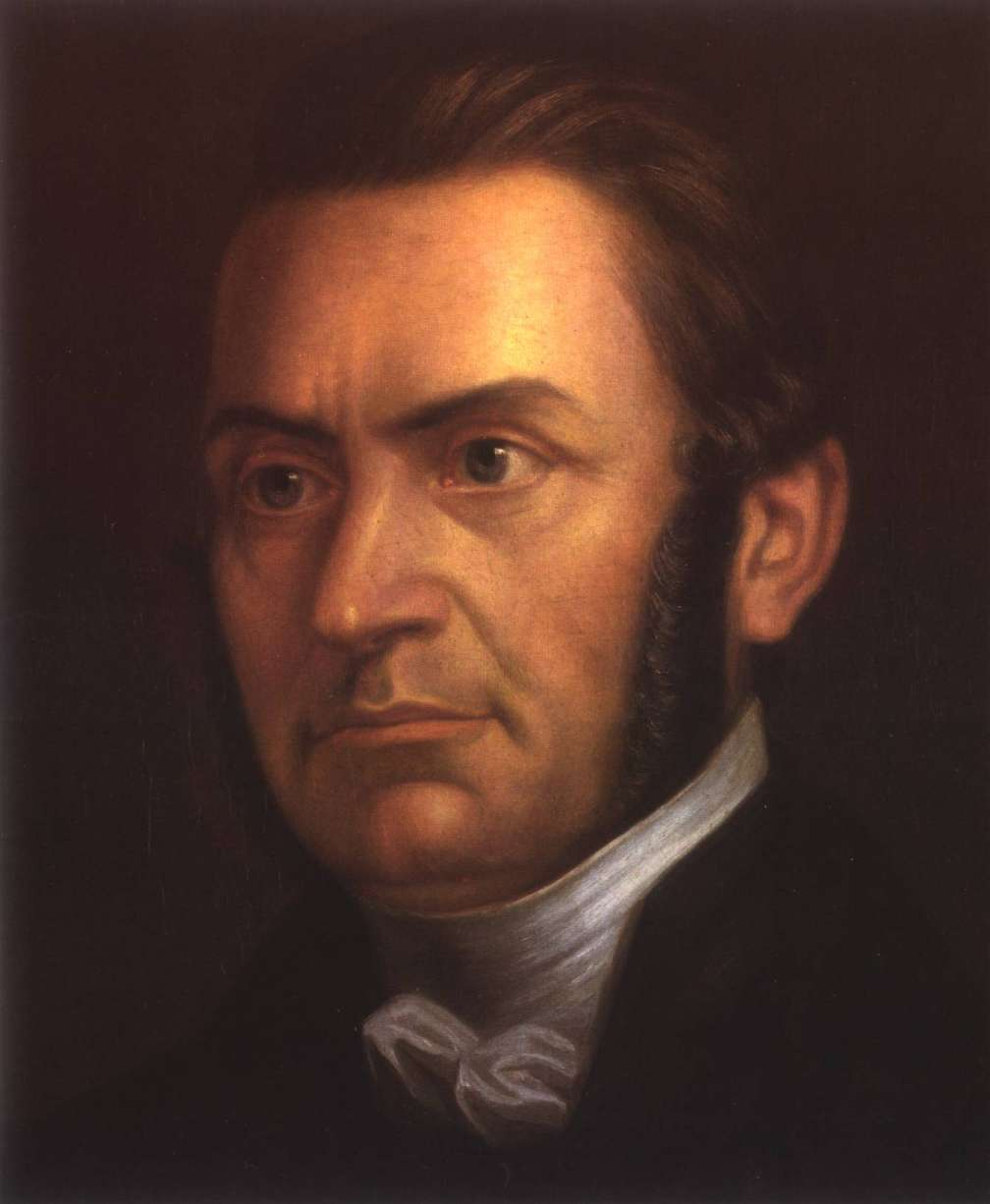
Pavel Jozef Šafárik

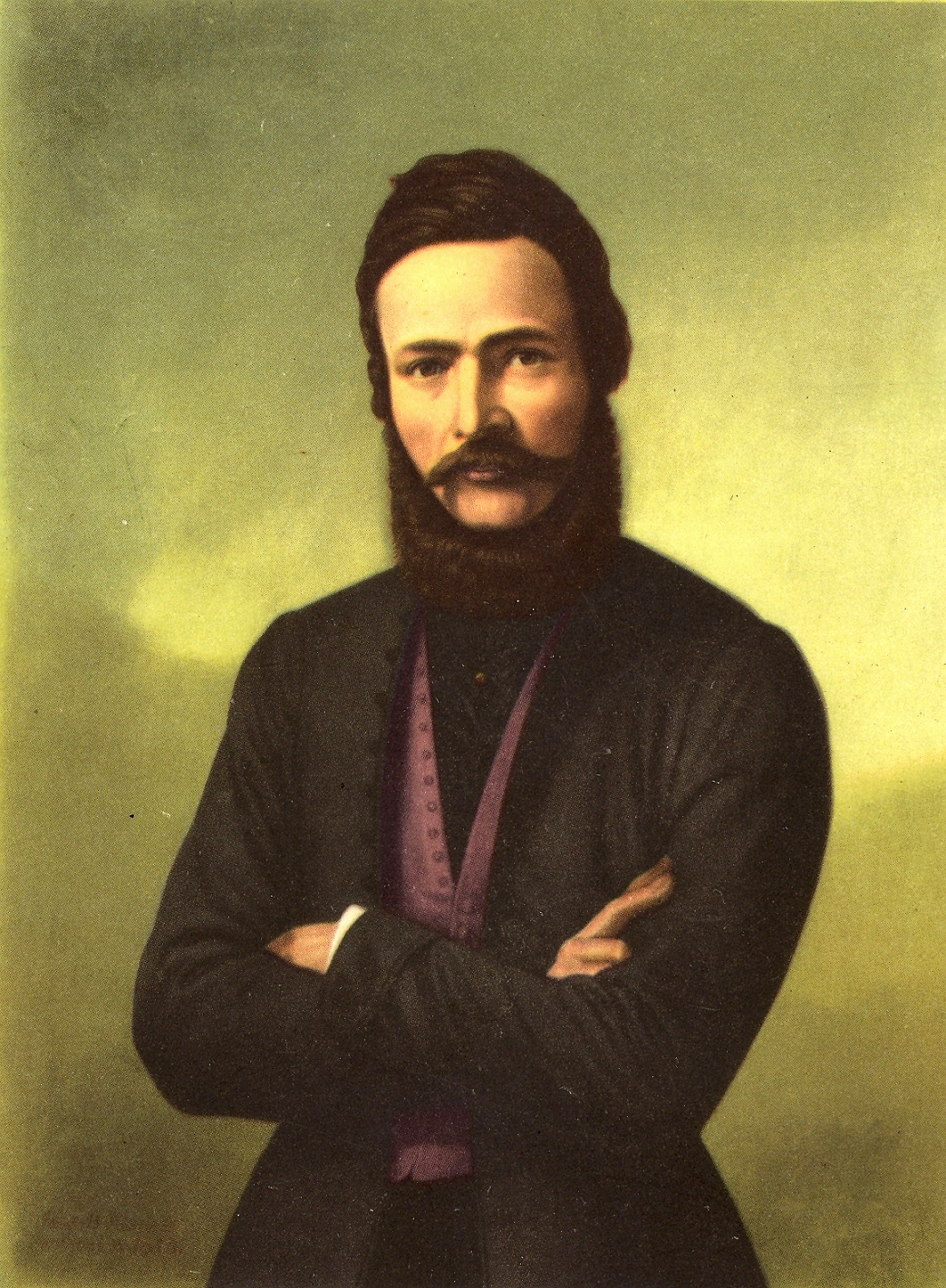
Ľudovít Štúr

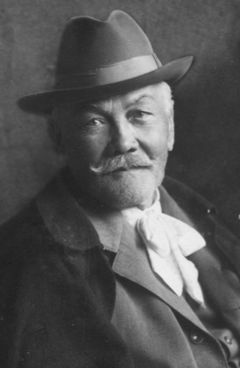
Pavol Országh Hviezdoslav

Slovenská literatura je literaturou Slováků, ať už tvořících na Slovensku či v zahraničí, a také literaturou vzniklou na Slovensku. Je psána slovensky (v to počítaje všechny stupně vývoje spisovné slovenštiny, tedy i bibličtinu, západoslovenštinu a bernolákovštinu), ale také latinsky, staroslověnsky a česky. Okrajově též v maďarštině a němčině (např. rané verše Hviezdoslavovy).

## Historie
Za první písemné památky slovenské literatury lze považovat staroslověnské texty vzniklé od 60. let 9. století v době Velkomoravské říše, která zasahovala i na území dnešního Slovenska (tzv. Nitranské knížectví). Tak jako v českých zemích jsou tedy zakladateli slovenské vzdělanosti a slovenského písemnictví byzantští misionáři Cyril a Metoděj a jejich žáci (Kliment Ochridský, Gorazd ad.).
Od 10. století se na Slovensku začíná objevovat latinská tvorba. K nejvýznamnějším památkám patří tzv. Nitriansky kódex, který vznikl někdy okolo roku 1083.
Druhou klíčovou památkou je Legenda o sv. Svoradovi a Benediktovi, jejímž autorem byl učenec zoborského kláštera a pozdější mnich a opat benediktinského kláštera na Panonské hoře Maurus. Text sepsal asi roku 1064 (zemřel asi 1070). Jde o nejstarší latinskou legendu v celých Uhrách. Legenda je v próze, avšak má tři veršované úseky. Zabývá se slovenským prostředím (Zobor, Nitra, Skalka u Trenčína) a i oba hlavní hrdinové legendy - poustevníci Svorad a Benedikt - byli podle všeho etnickými Slováky.
Nejvýznamnější latinskou kronikou byla Chronica Hungarorum, vyšla okolo roku 1488. Jejím autorem byl Ján z Turca.
Ve 14. století posílilo slovenskou vzdělanost založení univerzity v Praze. To vedlo k tomu, že se začaly objevovat některé texty v češtině, zejména tzv. městské knihy (např. Žilinská městská kniha z roku 1451). V zápisech těchto knih se ovšem počínají také již objevovat prvky jednotlivých slovenských nářečí, podle toho, z které oblasti Slovenska písař pocházel.
Roku 1467 pak byla založena univerzita i v Bratislavě (Academia Istropolitana), což podnítilo rozvoj humanisticky orientované literatury. K humanistickým autorům, kteří psali latinsky, patřili Jakub Jakobeus (Gentis slavonicae lacrumae, suspiria et vota z roku 1642) či Ioannes Sambucus (Tirnauiae patriae meae arma, 1653) a zejména pak Martin Rakovský, který došel asi nejdále v humanistickém kosmopolitismu. Jeho opus magnum O svetskej vrchnosti se vymyká z literatury své doby nejen tím, ale i motivicky - jde vlastně o první slovenskou sociologickou studii, byť veršovanou, v níž autor uvažuje o tom, jak by měla vypadat ideální obec, a jakou roli přitom hraje bohatství - dochází k závěru, že ideální občan je ten, který není ani bohatý, ani chudý.
Někteří autoři, povětšinou ti evangeličtí, zvolili češtinu: k nejvýraznějším talentům patřil Ján Silván, člen Jednoty bratrské, který vydal variace na biblické žalmy (Písně nové a na sedm žalmů kajících a jiné žalmy), ale psal i zcela osobitou lyriku (Piesne Jána Silvána).
K dalším takovým autorům patřil Eliáš Lányi. Ten krom česky psaných duchovních veršů také přeložil roku 1581 Lutherův Malý katechismus, a to do první verze literární (spisovné) slovenštiny, které se říká bibličtina (měla v té době hodně českých prvků), čímž se velmi zasloužil o rozvoj slovenského jazyka. Tato kniha, nazývaná též Bardejovský katechizmus, byla i první tištěnou knihou v mateřském jazyce na Slovensku.
Lze vzpomenout též Štefana Komodického (O Jágri a některých vítězích, 1574) a Vavřince Benedikta z Nudožer, který se svými dvěma knihami české gramatiky velmi podílel na šíření češtiny jako slovenského literárního jazyka té doby. Tomu posléze napomohlo i to, že mnozí čeští protestanti po prohrané bitvě na Bílé hoře začali působit na Slovensku - k takovým autorům patří především Jiří Třanovský, který na Slovensku roku 1636 vydal protestantský kancionál Cithara sanctorum.
V éře humanistické a renesanční se také počíná rozvíjet drama (Pavel Kyrmezer, Jiří Tesák Mošovský).
Významným mezníkem byl též rok 1635, kdy byla Petrem Pázmánym v Trnavě založena druhá slovenská univerzita. Tím vzniklo druhé epicentrum slovenské vzdělanosti, mnohem méně závislé na latinské a uherské kultuře. Právě na západním Slovensku začalo pronikat stále více slovenských slov do bibličtiny a takto se pozvolna rozvinula takzvaná západoslovenština, kterou lze po bibličtině považovat za druhou verzi spisovné slovenštiny. Výrazem tohoto posunu byl první latinsko-maďarsko-slovenský slovník, který vyšel roku 1648.
Po roce 1650 hovoříme o barokní literatuře. Mezi renesanční a barokní literaturou však není ve slovenské literatuře tak výrazný předěl jako v české. Typické je spíše rozšiřování žánrového záběru (jež samozřejmě souvisí s rozšiřováním sociální základny literatury, o měšťanstvo). Objevuje se tak například memoárová a cestopisná literatura - k autorům těchto žánrů patřili Ján Simonides a Tobiáš Masník (Väznenie, vyslobodenie a putovanie Jána Simonidesa a jeho druha Tobiáša Masníka), Daniel Krman (Osudy krmanovskej rodiny) či Štefan Pilárik (Los Štefana Pilárika). Vznikala i typicky barokní poezie, tu reprezentoval Peter Benický svými Slovenskými verši či Štefan Ferdinant Selecký (Obraz pani krásnej, perem malovaný).
Mnohem větší předěl znamenal nástup osvícenství na počátku 18. století. Ten přinesl rozvoj odborné a filozofické literatury. K vrcholným představitelům slovenského osvícenství a největším slovenským myslitelům všech dob patřil Matej Bel. Byl zakladatelem vlastivědy v Uhersku, jeho záběr byl spíše renesanční (zabýval se filozofií, medicínou, přírodními vědami, lingvistikou i pedagogikou). Roku 1735 připravil koncept Uherské učené společnosti v Bratislavě, jejíž členové se měli pravidelně scházet, každý měsíc vypracovat nějakou studii a vydávat časopis Observationes Posonienses (Bratislavské pozorovania). Uskutečnila se dokonce přípravná schůze společnosti, ale projekt padl kvůli odporu jezuitů. První učená společnost na Slovensku, Slovenské učené tovarišstvo, nakonec vznikla až roku 1792.
Belovým současníkem byl Pavel Doležal. K jeho významné studii Grammatica Slavico-Bohemica z roku 1746 napsal Bel předmluvu.
Po Belovi druhým nejvýznamnějším slovenským osvícencem byl historik Adam František Kollár, od roku 1774 ředitel dvorní knihovny ve Vídni. Kollár založil studium slovanských dějin a patrně jako první použil pojem etnologie. Vydával významný vědecký časopis Privilegierte Anzeigen a navrhoval celou řadu společenských reforem, čímž bezprostředně inspiroval reformy Marie Terezie.
S koncem 18. století a na začátku 19. století začíná proces slovenského národního obrození. Tak jako u jiných obrozeneckých hnutí, i to slovenské provázel zvýšený zájmem o národní dějiny, obrana národního jazyka a snahy po jeho zrovnoprávnění, což bylo logické vzhledem k silné maďarizační politice uherské vlády.
U slovenského obrození vyvstal zpočátku do popředí specifický problém definitivního ustavení spisovné slovenštiny. V první generaci se hnutí rozštěpilo na dva hlavní proudy. Ten první tvořili katoličtí kněží, kteří se soustředili v novém semináři na Bratislavském hradě, založeném císařem Josefem II. s cílem vychovat generaci slovenských kněží, kteří by hájili josefínské reformy mezi slovenským lidem. Klíčovou osobností tohoto okruhu se stal Anton Bernolák, který přišel s novou formou spisovné slovenštiny, založené na západoslovenštině a částečně středoslovenském nářečí, s diakritickým pravopisem.
Druhou klíčovou osobností Bernolákova okruhu byl Juraj Fándly, který v bernolákovštině publikoval první literární díla (Dúverná zmlúva medzi mňíchom a diáblom o prvních počátkoch, o starodávních, aj včúlajších premenách reholňíckích). Do stejné generace jako Bernolák a Fándly patřil další katolický kněz Jozef Ignác Bajza. Toho ovšem nemůžeme počítat zcela k bernálokovcům, byť přišel s pravopisem, který se od bernolákovštiny zase tolik nelišil. Byl to však muž velmi konfrontačního stylu a s bernolákovci se dostával do ostrých sporů (viz např. jeho pamflet Anti-Fándly). Byl také autorem ostrých epigramů a prvního slovenského románu René mládenca príhody a skúsenosti.
Vedle bernolákovců a Bajzy ovšem působila v první obrozenecké generaci ještě druhá skupina autorů, vesměs evangelíků, kteří se domnívali, že vhodnější bude, když spisovnou formou slovenštiny bude čeština (přesněji bibličtina). K těmto autorům patřili Bohuslav Tablic, Juraj Palkovič a Augustín Doležal. Tablic a Palkovič publikovali své básně v puchmajerovských almanaších.
Tyto dvě koncepce převzala i další generace. Na češtinu hodlaly vsadit dvě výrazné osobnosti, které v českých zemích i působily - Pavel Jozef Šafárik a Ján Kollár. V češtině také oba napsali svá vrcholná díla (zejm. Kollárova Slávy dcera). Česky psal nejprve i Ján Chalupka, první významný slovenský dramatik (ovšem ten časem svou strategii pozměnil). Na bernolákovštinu vsadil naopak Ján Hollý, který také systematicky poukazoval na velkomoravské kořeny slovenské státnosti (eposy Svatopluk a Cyrillo-Methodiada). Nakonec se však ani jedna cesta neprosadila. Nová nastupující obrozenecká generace, zcela klíčová ve slovenských dějinách, učinila jinou volbu.
V rodných listech mají všichni datum narození v rozmezí pár let 1811-1829. Jde možná o nejsilnější tvůrčí generaci v dějinách slovenského národa vůbec. Říká se jim obvykle generace štúrovská nebo také štúrovská škola, neboť v jejím čele stál, jako přirozená vůdčí osobnost, evangelík a Palkovičův žák Ľudovít Štúr. Okolo roku 1843 se rozhodl rozetnout vleklý spor o spisovnou formu slovenštiny. Nezvolil ani bernolákovštinu, ani češtinu. Bernolákovština byla totiž vnímaná jako katolická a čeština jako evangelická. Štúr žádal vytvořit slovenštinu, ke které by se mohli připojit katolíci i protestanti. Z těchto politických důvodů tudíž vypracoval vlastní formu psané slovenštiny založenou na středoslovenských nářečích. Šířit ji začal v novinách Slovenskje národňje novini a prostřednictvím spolku Tatrín. Někteří staří bardi obrozeneckého hnutí, zejména panslavisté Šafárik a Kollár, sice zuřili a na Štúra divoce útočili, ale Štúr dobře věděl, že potřebuje hlavně kompromis s domácími bernálokovci - a toho se mu podařilo, kolem roku 1850, dosáhnout. První tištěnou knihou v novém spisovném jazyce byl druhý ročník almanachu Nitra vydaný roku 1844.
Nyní bylo na literárních osobnostech štúrovské generace, aby na této základně vybudovali kulturní stavbu. Většinu děl těchto autorů můžeme přiřadit k romantismu. K nejtalentovanějším ze štúrovských romantiků patřil Janko Kráľ, autor slavné básně Zverbovaný, asi nejradikálnější živel mezi štúrovci, kterého i Štúr pro jeho neklidnou povahu nakonec zavrhl.
Neméně významným byl Andrej Sládkovič, jehož nejslavnější básní byla Marína, a který ovlivnil slovenskou kulturu i jako překladatel (Voltaira, Puškina aj.)
Také Samo Chalupka patřil ke štúrovským básníkům a vynikl tím, že napsal asi nejslavnější báseň slovenské literatury: Mor ho! Pojednává o tom, jak se římský císař střetne při dobývání Panonie se Slovany (Chalupka zde byl inspirován bojem panonských Limigantů s Římem, které, inspirován Šafaříkem, považoval za Slovany). Slované v tomto střetu reprezentují svobodomyslnost, mírumilovnost a demokracii, Řím pak dobyvatelství a autoritářství.
Janko Matúška patřil stejně jako Janko Král ke Štúrovým žákům na evangelickém lyceu. Zatímco Král pro Štúrově propuštění z lycea na protest odešel, Matúška napsal bojovnou báseň Nad Tatrou sa blýska. Ta se nakonec stala textem slovenské národní hymny. Konkurovat jí mohla pouze píseň Hej, Slováci, kterou již roku 1834 sepsal, během návštěvy Prahy, další význačný štúrovec Samo Tomášik. Píseň byla později hymnou Slovenského štátu (1939-1945). Byla ale populární v mnoha dalších zemích (v českých zemích se nazývala Hej, Slované) a stala se dokonce jugoslávskou a polskou hymnou.
Ján Botto sbíral lidové pověsti a na jejich základě psal i své romantické básně. Nejslavnější z nich nesla název Smrť Jánošikova a založila popularitu jánošíkovského příběhu v moderní slovenské kultuře. (Jánošíkovské téma později zpracoval prozaicky Viliam Pauliny-Tóth) Dalším významným sběratelem lidového slovesného umění byl Pavol Dobšinský (Úvahy o slovenských povestiach, Slovenské povesti, Prostonárodne slovenské povesti). Řadu slovenských pověstí sebrala a vydala také na Slovensku působící česká spisovatelka Božena Němcová.
Štúrovci nepěstovali příliš prózu, výjimkou byl Ján Kalinčiak a také Jozef Miloslav Hurban, zřejmě nejvýraznější prozaik mezi štúrovci (Od Silvestra do Troch kráľov). Byl též významným novinářem a ovšem sehrál zásadní roli v revoluci roku 1848, podobně jako Štefan Marko Daxner (formuloval Žiadosti slovenského národa) a Michal Miloslav Hodža, první předseda Tatrína a účastník Slovanského sjezdu v Praze roku 1848. Hodža udělal i některé změny ve štúrovské slovenštině, Štúr je roku 1852 akceptoval a Martin Hattala je shrnul v Krátkej mluvnici slovenskej.
Z osobností poloviny 19. století, které nepřijaly štúrovskou reformu, vynikl Jonáš Záborský. Ovšem i on v závěru života musel převládající formu slovenštiny akceptovat.
Účast jádra slovenského obrození na poražené revoluci roku 1848 zkomplikovala kulturní rozvoj. Oživení nastalo až začátkem 60. let. Velkou roli v tom sehrál vznik Matice slovenské roku 1863. Po Tatrínu se právě matice stala rozhodující organizátorkou kulturního dění a reprezentantkou slovenského národa.
V 70. a 80. letech 19. století vstoupila do literatury nová generace. Inspirovaly ji nové evropské literární proudy, byla v tomto ohledu mnohem kosmopolitnější než její předchůdci. Jedním z těchto proudů byl realismus. Jeho představitelem na Slovensku se stal zejména Martin Kukučín. Jeho román Dom v stráni přivedl k vrcholu žánr venkovského realismu. Také Svetozár Hurban-Vajanský patří k realistickým prozaikům, jeho vzorem byl především realismus ruský (naopak zavrhoval francouzský).
V čele vývoje básnického stál Pavol Országh Hviezdoslav, jeden z nejvýznamnějších slovenských spisovatelů vůbec. Jeho poezie byla lyrická a zároveň společenská, v mísení těchto dvou rovin se stal skutečným mistrem. V závěru života sehrál i důležitou roli politickou, když silně agitoval za vznik slovensko-českého státu.

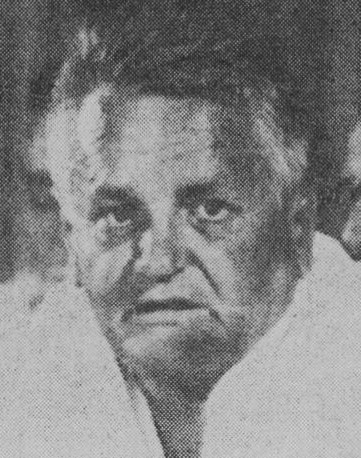
Ladislav Mňačko (1919-1994), nejpřekládanější slovenský spisovatel; jeho dílo bylo přeloženo do 26 jazyků

Na konci 19. století přicházeli z Evropy impulsy modernismu. V poezii zdvihl rukavici především Janko Jesenský a Ivan Krasko, jehož dílo lze řadit k symbolismu. Jesenský ale psal i prózu, v ní ovšem zůstal věrný tradičnímu kritickému realismu, který obohacoval zejména o satirické prvky. Také Jozef Gregor-Tajovský si byl jist, že realismus se ještě zdaleka nevyčerpal a je pro prózu i na přelomu 19. a 20. století stále nejvhodnější.
Po roce 1918 proniklo do slovenské literatury mnoho nových proudů a směrů, například novosymbolismus (Emil Boleslav Lukáč), vitalismus (Ján Smrek), poetismus (Valentín Beniak), ve 30. letech 20. století se v poezii rozvíjel surrealismus (Rudolf Fabry) a katolická moderna (Rudolf Dilong), v próze expresionismus (Ján Hrušovský), sociální román (Peter Jilemnický) a naturismus (Margita Figuli). Právě Jilemnickému a Figuli se dostalo největšího ohlasu i v zahraničí. Dětskou literaturu psal v této éře Jozef Cíger-Hronský. Janko Alexy byl píšícím malířem, jeho prózy byly především autobiografické.
Ve druhé polovině 20. století se nejvíce prosadili Ladislav Mňačko (Ako chutí moc), Milan Rúfus a Pavol Janík. Literaturu faktu povznesl na vysokou úroveň Vojtěch Zamarovský.
Po roce 1989 vzbudily ohlas prózy Petera Pišťanka a Michala Hvoreckého.